# Polygala lutea
Polygala lutea är en jungfrulinsväxtart som beskrevs av Carl von Linné. Polygala lutea ingår i släktet jungfrulinssläktet, och familjen jungfrulinsväxter. Inga underarter finns listade i Catalogue of Life.

## Bildgalleri

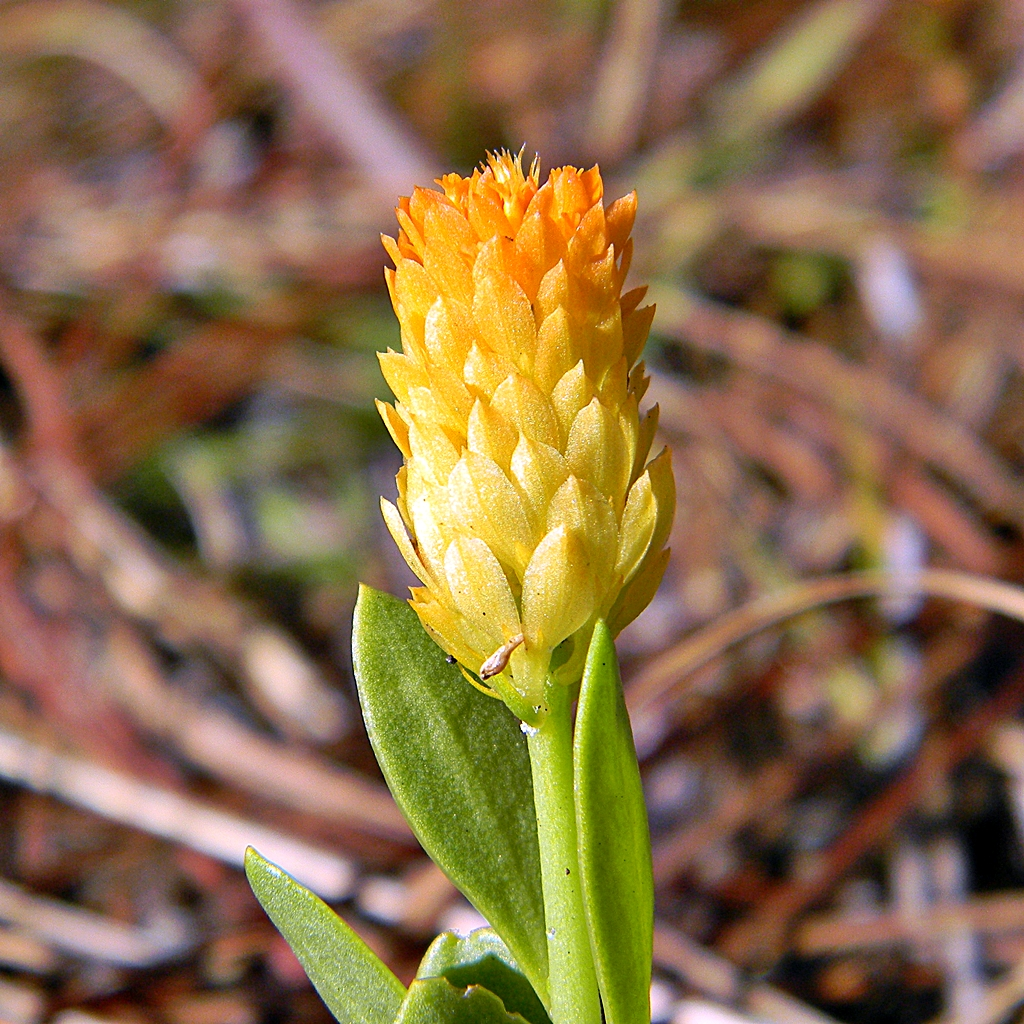